# 双(三氟甲磺酰基)苯胺
双(三氟甲磺酰基)苯胺（英語：Bis(trifluoromethanesulfonyl)aniline，也称为McMurry试剂）是一种有机化合物，化学式为C6H5N(SO2CF3)2，常温常压下为白色固体。这个化合物可以用来引入三氟甲磺酰基（SO2CF3）。它的性质类似三氟甲磺酸酐，但是比它较为温和。